# Аврамово (Благоєвградська область)
Аврамово (болг. Аврамово)  — село в Болгарії. Знаходиться в Благоєвградській області, входить до складу громади Якоруда.
Населення на 13 березня 2008 року становить 689 осіб. Площа території села  —  5,284  км². Розташоване за 78 км на південь від Софії.

## Політична ситуація
У місцевому кметстві Аврамово, до складу якого входить Аврамово, посада Кметя (старости) виконує Ахмед Мустафа Уцев (незалежний) за результатами виборів. 
Кмети (мер) общини Якоруда  — Нуредін Мусов Кафелов (Рух за права та свободи (ДПС)) за результатами виборів. 

## Карти
- Положення на електронній карті bgmaps.com[недоступне посилання з червня 2019]
- Положення на електронній карті emaps.bg[недоступне посилання з лютого 2019]